# Chen Qi (Tischtennisspieler)
Chen Qi (chinesisch 陳玘 / 陈玘, Pinyin Chén Qǐ; * 15. April 1984 in Nantong) ist ein ehemaliger chinesischer Tischtennisspieler. Er gewann drei Weltmeistertitel sowie Gold im Doppel bei den Olympischen Sommerspielen 2004 in Athen. Chen Qi gehörte zum chinesischen Kader für die Olympischen Sommerspiele 2008 in Peking.

## Karriere
Chen Qi wurde im Oktober 2002 in die chinesische Nationalmannschaft berufen. Bei den Olympischen Sommerspielen 2004 in Athen gewann er die Goldmedaille im Doppel. Bei vier Weltmeisterschaften konnte er sich jeweils eine Goldmedaille sichern: Bei der Weltmeisterschaft 2006 in Bremen mit der Mannschaft, bei der Weltmeisterschaft 2007 in Zagreb im Doppel, bei der Weltmeisterschaft 2008 in Guangzhou erneut mit der Mannschaft und bei der Weltmeisterschaft 2009 in Yokohama erneut im Doppel. Bei der Weltmeisterschaft 2005 in Shanghai gewann Chen Qi die Bronzemedaille im Doppel. Im Einzel erreichte er dort den fünften Platz. 2005 und 2007 nahm er an den Asienmeisterschaften teil und erreichte jeweils im Team den ersten, Doppel den zweiten und Mixed den fünften Platz. 2007 wurde Chen Qi zudem Fünfter im Einzel.
Chen Qi war Mitglied der chinesischen Mannschaft für die Olympischen Sommerspiele 2008 in Peking, hatte aber nur die Rolle des Reservisten inne.
2010 wurde er in die ITTF Hall of Fame aufgenommen. 2013 heiratete er. Ende 2013 schied er aus der chinesischen Nationalmannschaft aus.

## Turnierergebnisse
| Verband | Turnier                 | Jahr | Ort           | Land | Einzel        | Doppel        | Mixed         | Team |
| ------- | ----------------------- | ---- | ------------- | ---- | ------------- | ------------- | ------------- | ---- |
| CHN     | Asienmeisterschaft ATTU | 2007 | Yangzhou      | CHN  | Viertelfinale | Silber        | Viertelfinale | 1    |
| CHN     | Asienmeisterschaft ATTU | 2005 | Jeju-do       | KOR  |               | Silber        | Viertelfinale | 1    |
| CHN     | Asian Cup               | 2008 | Sapporo       | JPN  | 2             |               |               |      |
| CHN     | Asian Cup               | 2006 | Kobe          | JPN  | 2             |               |               |      |
| CHN     | Asienspiele             | 2006 | Doha          | QAT  |               | Silber        |               | 1    |
| CHN     | Olympische Spiele       | 2004 | Athen         | GRE  |               | Gold          |               |      |
| CHN     | Pro Tour                | 2011 | Dortmund      | GER  | Viertelfinale | Viertelfinale |               |      |
| CHN     | Pro Tour                | 2011 | Sheffield     | ENG  | Gold          | Halbfinale    |               |      |
| CHN     | Pro Tour                | 2010 | Suzhou        | CHN  | letzte 16     | Silber        |               |      |
| CHN     | Pro Tour                | 2010 | Berlin        | GER  | Halbfinale    | Gold          |               |      |
| CHN     | Pro Tour                | 2009 | Sheffield     | ENG  | letzte 16     | letzte 16     |               |      |
| CHN     | Pro Tour                | 2009 | Su Zhou       | CHN  | letzte 16     | Halbfinale    |               |      |
| CHN     | Pro Tour                | 2009 | Doha          | QAT  | letzte 16     | Halbfinale    |               |      |
| CHN     | Pro Tour                | 2009 | Kuwait City   | KUW  | Viertelfinale | Gold          |               |      |
| CHN     | Pro Tour                | 2008 | Shanghai      | CHN  | Viertelfinale | Silber        |               |      |
| CHN     | Pro Tour                | 2008 | Singapur      | SIN  | letzte 32     | Gold          |               |      |
| CHN     | Pro Tour                | 2008 | Daejeon       | KOR  | Viertelfinale | Halbfinale    |               |      |
| CHN     | Pro Tour                | 2008 | Yokohama      | JPN  | Viertelfinale |               |               |      |
| CHN     | Pro Tour                | 2008 | Changchun     | CHN  | Viertelfinale |               |               |      |
| CHN     | Pro Tour                | 2008 | Doha          | QAT  | Viertelfinale | Gold          |               |      |
| CHN     | Pro Tour                | 2008 | Kuwait City   | KUW  | Silber        | Silber        |               |      |
| CHN     | Pro Tour                | 2007 | Stockholm     | SWE  | letzte 16     | letzte 16     |               |      |
| CHN     | Pro Tour                | 2007 | Bremen        | GER  | letzte 32     | Halbfinale    |               |      |
| CHN     | Pro Tour                | 2007 | Toulouse      | FRA  | Viertelfinale | Halbfinale    |               |      |
| CHN     | Pro Tour                | 2007 | Wels          | AUT  | Gold          | Halbfinale    |               |      |
| CHN     | Pro Tour                | 2007 | St Petersburg | RUS  | Gold          | Silber        |               |      |
| CHN     | Pro Tour                | 2007 | Shenzhen      | CHN  | Viertelfinale | Silber        |               |      |
| CHN     | Pro Tour                | 2007 | Nanjing       | CHN  | Viertelfinale | Gold          |               |      |
| CHN     | Pro Tour                | 2007 | Chiba         | JPN  | letzte 32     | Gold          |               |      |
| CHN     | Pro Tour                | 2007 | Salwa Cup     | KUW  | Viertelfinale | letzte 16     |               |      |
| CHN     | Pro Tour                | 2007 | Doha          | QAT  | Halbfinale    | Viertelfinale |               |      |
| CHN     | Pro Tour                | 2007 | Velenje       | SVN  | Viertelfinale | Gold          |               |      |
| CHN     | Pro Tour                | 2007 | Zagreb        | HRV  | letzte 16     | letzte 16     |               |      |
| CHN     | Pro Tour                | 2006 | Yokohama      | JPN  | Viertelfinale | Silber        |               |      |
| CHN     | Pro Tour                | 2006 | Guangzhou     | CHN  | Halbfinale    | Silber        |               |      |
| CHN     | Pro Tour                | 2006 | Singapur      | SIN  | letzte 32     | Gold          |               |      |
| CHN     | Pro Tour                | 2006 | Kunshan       | CHN  | letzte 16     | Gold          |               |      |
| CHN     | Pro Tour                | 2006 | Kuwait City   | KUW  | Silber        | Gold          |               |      |
| CHN     | Pro Tour                | 2006 | Doha          | QAT  | Viertelfinale | Halbfinale    |               |      |
| CHN     | Pro Tour                | 2006 | Zagreb        | HRV  | Silber        | Gold          |               |      |
| CHN     | Pro Tour                | 2006 | Velenje       | SVN  | Silber        | Halbfinale    |               |      |
| CHN     | Pro Tour                | 2005 | Yokohama      | JPN  | Viertelfinale | Viertelfinale |               |      |
| CHN     | Pro Tour                | 2005 | Shenzhen      | CHN  | Halbfinale    | Gold          |               |      |
| CHN     | Pro Tour                | 2005 | Harbin        | CHN  | letzte 16     | Halbfinale    |               |      |
| CHN     | Pro Tour                | 2005 | Doha          | QAT  | letzte 64     | Silber        |               |      |
| CHN     | Pro Tour                | 2004 | Wels          | AUT  | Halbfinale    | letzte 16     |               |      |
| CHN     | Pro Tour                | 2004 | Leipzig       | GER  | letzte 32     | Halbfinale    |               |      |
| CHN     | Pro Tour                | 2004 | Kobe          | JPN  | Gold          | Viertelfinale |               |      |
| CHN     | Pro Tour                | 2004 | Changchun     | CHN  | Halbfinale    | Halbfinale    |               |      |
| CHN     | Pro Tour                | 2004 | Wuxi          | CHN  | Halbfinale    | Gold          |               |      |
| CHN     | Pro Tour                | 2004 | Singapur      | SIN  | Halbfinale    | Gold          |               |      |
| CHN     | Pro Tour                | 2004 | Pyeongchang   | KOR  | Viertelfinale | Viertelfinale |               |      |
| CHN     | Pro Tour                | 2004 | Athen         | GRE  | Halbfinale    | Gold          |               |      |
| CHN     | Pro Tour                | 2003 | Malmö         | SWE  | Silber        | Silber        |               |      |
| CHN     | Pro Tour                | 2003 | Aarhus        | DEN  | letzte 64     | Halbfinale    |               |      |
| CHN     | Pro Tour                | 2003 | Bremen        | GER  | Halbfinale    | letzte 16     |               |      |
| CHN     | Pro Tour                | 2003 | Johor Bahru   | MAS  | letzte 16     | Viertelfinale |               |      |
| CHN     | Pro Tour                | 2003 | Kobe          | JPN  | letzte 32     | Gold          |               |      |
| CHN     | Pro Tour                | 2003 | Guangzhou     | CHN  | Viertelfinale | Gold          |               |      |
| CHN     | Pro Tour                | 2003 | Jeju-Si       | KOR  | Silber        | Gold          |               |      |
| CHN     | Pro Tour Grand Finals   | 2008 | Macao         | MAC  | Viertelfinale |               |               |      |
| CHN     | Pro Tour Grand Finals   | 2007 | Peking        | CHN  | Viertelfinale | Gold          |               |      |
| CHN     | Pro Tour Grand Finals   | 2006 | Hong-Kong     | HKG  | Viertelfinale | Silber        |               |      |
| CHN     | Pro Tour Grand Finals   | 2005 | Fuzhou        | CHN  |               | Halbfinale    |               |      |
| CHN     | Pro Tour Grand Finals   | 2004 | Peking        | CHN  | Viertelfinale | Gold          |               |      |
| CHN     | Pro Tour Grand Finals   | 2003 | Guangzhou     | CHN  | Viertelfinale | Gold          |               |      |
| CHN     | Weltmeisterschaft       | 2011 | Rotterdam     | NED  | Viertelfinale | Silber        |               |      |
| CHN     | Weltmeisterschaft       | 2009 | Yokohama      | JPN  | Viertelfinale | Gold          |               |      |
| CHN     | Weltmeisterschaft       | 2008 | Guangzhou     | CHN  |               |               |               | 1    |
| CHN     | Weltmeisterschaft       | 2007 | Zagreb        | HRV  | letzte 16     | Gold          | keine Teiln.  |      |
| CHN     | Weltmeisterschaft       | 2006 | Bremen        | GER  |               |               |               | 1    |
| CHN     | Weltmeisterschaft       | 2005 | Shanghai      | CHN  | Viertelfinale | Halbfinale    | letzte 16     |      |
| CHN     | World Cup               | 2009 | Moskau        | RUS  | Silber        |               |               |      |
| CHN     | WTC-World Team Cup      | 2007 | Magdeburg     | GER  |               |               |               | 1    |